# Citromcsíz

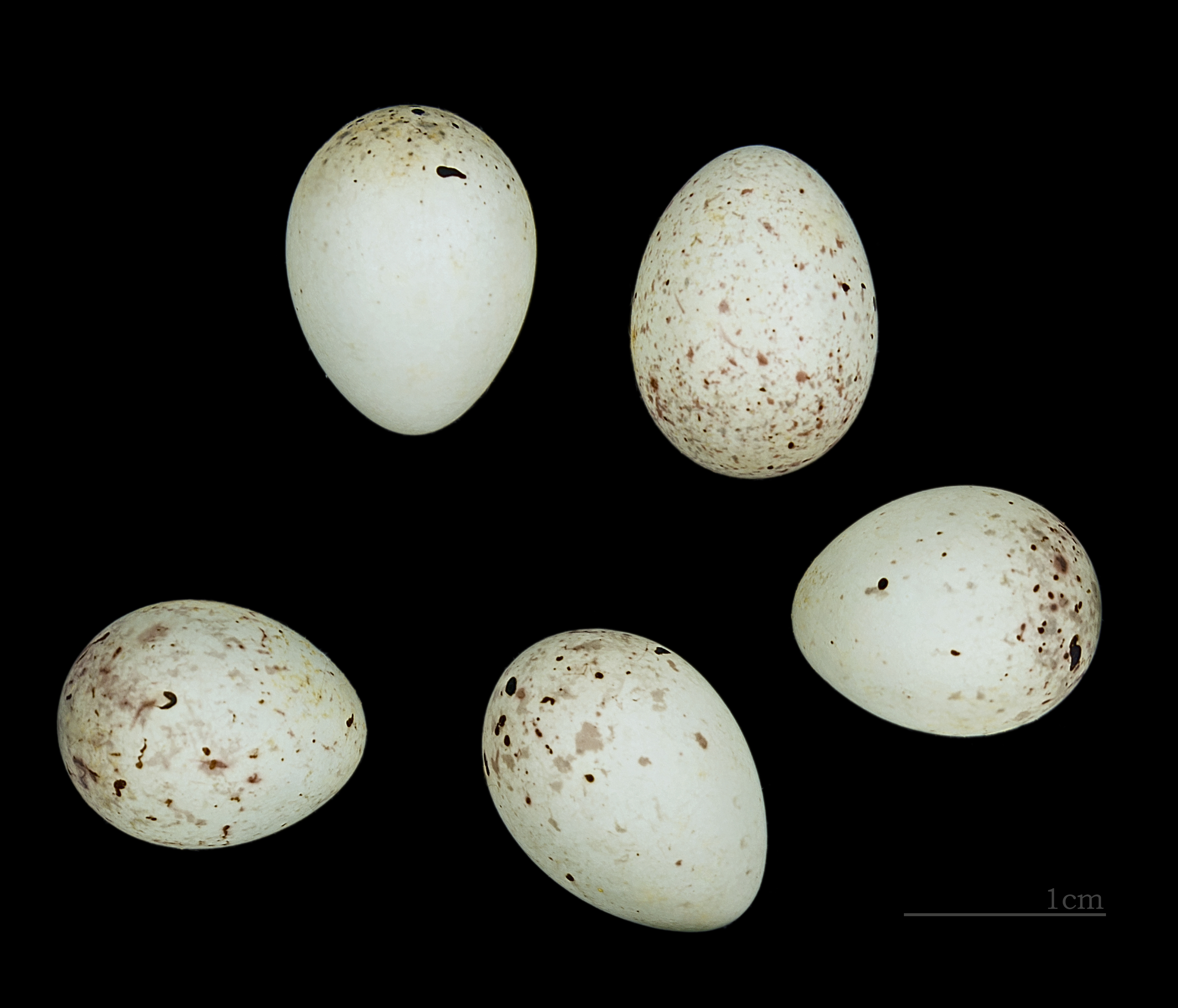
Carduelis citrinella

A citromcsíz (Carduelis citrinella)   a madarak osztályának verébalakúak (Passeriformes) rendjébe és a pintyfélék (Fringillidae) családjába tartozó faj.
Egyes rendszerbesorolások a Serinus nembe sorolják Serinus citrinella néven.

## Előfordulása
Andorra, Ausztria, Csehország, Franciaország, Németország, Görögország, Olaszország, Liechtenstein, Macedónia, Portugália, Szerbia, Szlovákia, Szlovénia, Spanyolország és Svájc területén honos. A hegyvidék madara.

## Megjelenése
Testhossza 12 centiméter. A közönséges csíztől főleg abban különbözik, hogy csőre valamivel rövidebb és vastagabb. Homloka, feje eleje, szemkörnyéke, álla és torka szép sárgászöld, hasi oldala élénkebb sárga. Nyakszirtje, nyakának hátsó része és töve, fületája és a nyaka oldala szürke. Dolmányán és vállán tompa sötétzöld alapszínén elmosódott sötét szárfoltok. Farcsíkja élénk citromsárga; a felső szárny- és farkfedőtollak olajzöldek, az alsótest oldala zöldesszürke, az alsó farkfedők halaványsárgák. Barnásfekete evezőtollainak külső zászlóján keskeny, zöld, a végén pedig fakószürke szegélyezés van; a leghátsó, másodrendű evezőtollak külső zászlóján sárgásszöld szegélyt, végükön pedig egy-egy szürke foltot látunk. A másodrendű evezőtollak fedői sárgászöldek, de tövük fekete, miáltal keskeny, sötét keresztsáv keletkezik. Kormánytollai feketék, külső zászlójuk éle zöldes, a belsőn pedig, akárcsak az evezőtollakén, szélesebb fehéres szegély van. Szeme sötétbarna, csőre barnás hússzínű, lába sárgásbarna.